# Microtus arvalis
Il topo campagnolo comune o arvicola campestre (Microtus arvalis Pallas, 1778) è un mammifero roditore appartenente alla famiglia dei Cricetidi.

## Distribuzione
Con 16 sottospecie, la specie è diffusa in tutta l'Eurasia, dall'Atlantico all'Altaj; è assente in Inghilterra. In Italia la sottospecie M. arvalis rufescentefuscus è diffusa in Triveneto ed in provincia di Ferrara.

Vive nelle aree erbose di pianura su suoli profondi e non rocciosi, anche antropizzate, purché non vengano lavorate troppo di frequente.

## Descrizione

### Dimensioni
Misura 9–11 cm di lunghezza, cui si sommano 3–4 cm di coda.

### Aspetto
I colori della pelliccia vanno dal giallo-grigio del dorso al quasi bianco del ventre e delle zampe. Nel complesso la specie è molto simile e facilmente confondibile con l'affine Microtus agrestis, dalla quale si differenzia in primis per il padiglione auricolare più grande, che è perfettamente visibile in quanto sporge dalla pelliccia, e ad un esame più approfondito per differenze nella costituzione del cranio e nella dentatura (differente forma del secondo molare).

## Biologia
Il topo campagnolo ama i terreni caldi e asciutti, dove scava sistemi di gallerie molto estesi anche in profondità (oltre il mezzo metro). Pur potendo raggiungere densità di popolazione elevatissime in annate particolarmente propizie, le gallerie delle varie tane non comunicano mai con quelle di altri esemplari. All'esterno delle tane, l'animale è solito percorrere sentieri sempre uguali, che possono venire condivisi con altri animali, creando col tempo vere e proprie strade.

Durante l'inverno, il topo campagnolo si rifugia spesso nei fienili e nelle stalle, nelle cantine e nelle abitazioni. Gli animali che rimangono all'aperto, per trovare il cibo, scavano tunnel sotto la neve, che spesso rinforzano con erbe e muschio.

### Alimentazione
Si tratta di animali principalmente erbivori: mangiano vegetali di ogni tipo, semi e corteccia d'alberi: qualora presenti in gran numero, possono divenire un flagello per i raccolti.

### Riproduzione
I nidi si trovano a 40–60 cm di profondità, imbottiti con erba secca e pelo. In queste camere da aprile ad ottobre le femmine praticamente partoriscono e vengono nuovamente fecondate dai maschi in continuazione, potendo così svezzare con successo fino a 200 cuccioli ciascuna per stagione. Ciò può portare a un sovrappopolamento dell'area, che spesso finisce con la stessa rapidità con cui s'è prodotto. Le arvicole, infatti, cominciano a deperire a causa delle risorse meno disponibili in quanto eccessivamente sfruttate: inoltre, l'eccessivo numero di animali porta ad uno stress continuo dovuto alle lotte per il territorio ed il cibo, che porta gli animali a vessare in un continuo stato di sovraeccitazione, aggredendosi ferocemente e spesso portando anche ad episodi di cannibalismo. L'animale stressato ha gli occhi semichiusi, il pelo malmesso ed arruffato, inoltre si muove ciondolando e strusciandosi contro supporti ed altri esemplari per sostenersi: nel giro di poco tempo deperisce fisicamente a causa delle continue lotte e del poco cibo, che portano a una dispersione sempre più rapida del calore e al decesso in combattimento o per convulsioni.